# Biflustra grandicella
Biflustra grandicella is een mosdiertjessoort uit de familie van de Membraniporidae. De wetenschappelijke naam van de soort is, als Acanthodesia grandicella, voor het eerst geldig gepubliceerd in 1929 door Ferdinand Canu en Ray Smith Bassler.